# Réserve forestière de Rafflesia
La réserve forestière de Rafflesia est une aire protégée de 3,56 km2 près de Kota Kinabalu dans l'État de Sabah en Malaisie. Elle est établie en 1984 par le Département des Forêts de Sabah afin de protéger les nombreuses fleurs de Rafflesia présentes dans la zone.
Le Centre d'Information des Rafflesia, situé le long de la route entre Kota Kinabalu et Tambunan, est le principal attrait touristique de la réserve. Plusieurs sites de Rafflesia pricei peuvent être atteints en randonnée à partir de ce centre.